# Симчо Ісаков
Симчо Ісаков (болг. Симчо Исаков; 12 серпня 1919, Кюстендил — 22 січня 1949) — болгарський поет єврейського походження. Автор віршів, прози, фейлетонів та роману у віршах «Альфред Сасон», написаний коли Ісакову було 22 роки.

## Біографія
Народився 12 серпня 1919 року в місті Кюстендил, четвертою дитиною у сім'ї дрібного торговця Ісака, власника магазину «Париж». Середовище, в якому він зростав, було пов'язане з мрією про повернення єврейського народу до своєї Батьківщини та створенню сучасної єврейської держави. Єврейське суспільне життя в місті було зосереджене навколо організації «Макабі» та єврейського клубу «Добре майбутнє» (болг. Добро бъдеще).
Перші поетичні спроби Симчо були ще в дитинстві. У 15 років він став вести щоденник, в якому описував свої щоденні переживання і роздуми про життя. 1936 року він там зазначив, що повинен почати вивчати іврит. У 1938 році вирішив зробити шкільну газету для єврейських дітей, але директор гімназії «Неофіт Рильський» (болг. Неофит Рилски) не підтримав його ідеї. Замість цього він отримав допомогу від «Макабі» для видання окремої книжки «Втеча» (болг. Бягство) про двох єврейських дітей. У тому ж році в місті сформувалося єврейське підпільне ядро як відповідь на зростання антисемітських настроїв. Ісаков став відомий як «єврейський лідер». Однієї ночі його підловили й вдарили ножем.
Після завершення гімназії Кюстендил із відзнакою, він, за наполяганням сім'ї, поступив на юридичний до Софійського університету. Він працював у магазині з продажу дощових плащів на вулиці Алабин. Після прийняття «Закону про захист нації» (болг. Закон за защита на нацията) Ісаков мусив повернутися до міста Кюстендил, де почав працювати вчителем івриту в єврейській школі.
1943 року Ісаков регулярно друкував фейлетони в єдиній газеті болгарського єврейства — «Бюлетень Центральної консисторії євреїв у Болгарії» (болг. Бюлетин на Централната консистория на евреите в България). Паралельно, три роки поспіль, разом із іншими євреями був у трудовому таборі, де тягав камені для будівництва доріг і мостів. Одного березневого вечора 1943 року став свідком депортації євреїв із Західної Фракії вузькоколійкою через Кресненську ущелину.
Кілька днів після 9 вересня 1944 року, на репетиції в переповненому салоні клубу міста Кюстендил, майбутній режисер Народного театру Сашо Стоянов прочитав його поему «Вогненні роки» (болг. Огнени години). За партизанську поему «Дідусь із трубкою» (болг. Дядото с луличката) він отримав схвальні відгуки від відомого літературознавця Яко Молхов.
1945 року, після років, проведених у трудовому таборі, здоров'я Ісакова ослабло, з'явилися проблеми з серцем. У цей час він послав своєму приятелеві в Землі Ізраїльській написані на івриті вірші, і планував виїхати.
Він помер 22 січня 1949 року. За словами літературного критика Мордехая-Марко Авішай, Ісаков заслуговує на прізвисько «поет болгарського єврейства». Після смерті він залишив у спадок сотні віршів і роман у віршах.
1953 році під редакцією Божидара Божилова вийшла збірка віршів Симчо Ісакова. У 1960 році в Ізраїлі випущено книгу перекладів вибраних творів, а в 1980 році – роман у віршах. 2007 року вийшла збірка «Вибране» (болг. Избрано), куди ввійшли поезія, проза та роман у віршах. Укладачка – Вікторія Атанасова.